# Minaucourt-le-Mesnil-lès-Hurlus

Minaucourt-le-Mesnil-lès-Hurlus este o comună în departamentul Marne, Franța. În 2009 avea o populație de 77 de locuitori.